# Baldassare Galuppi

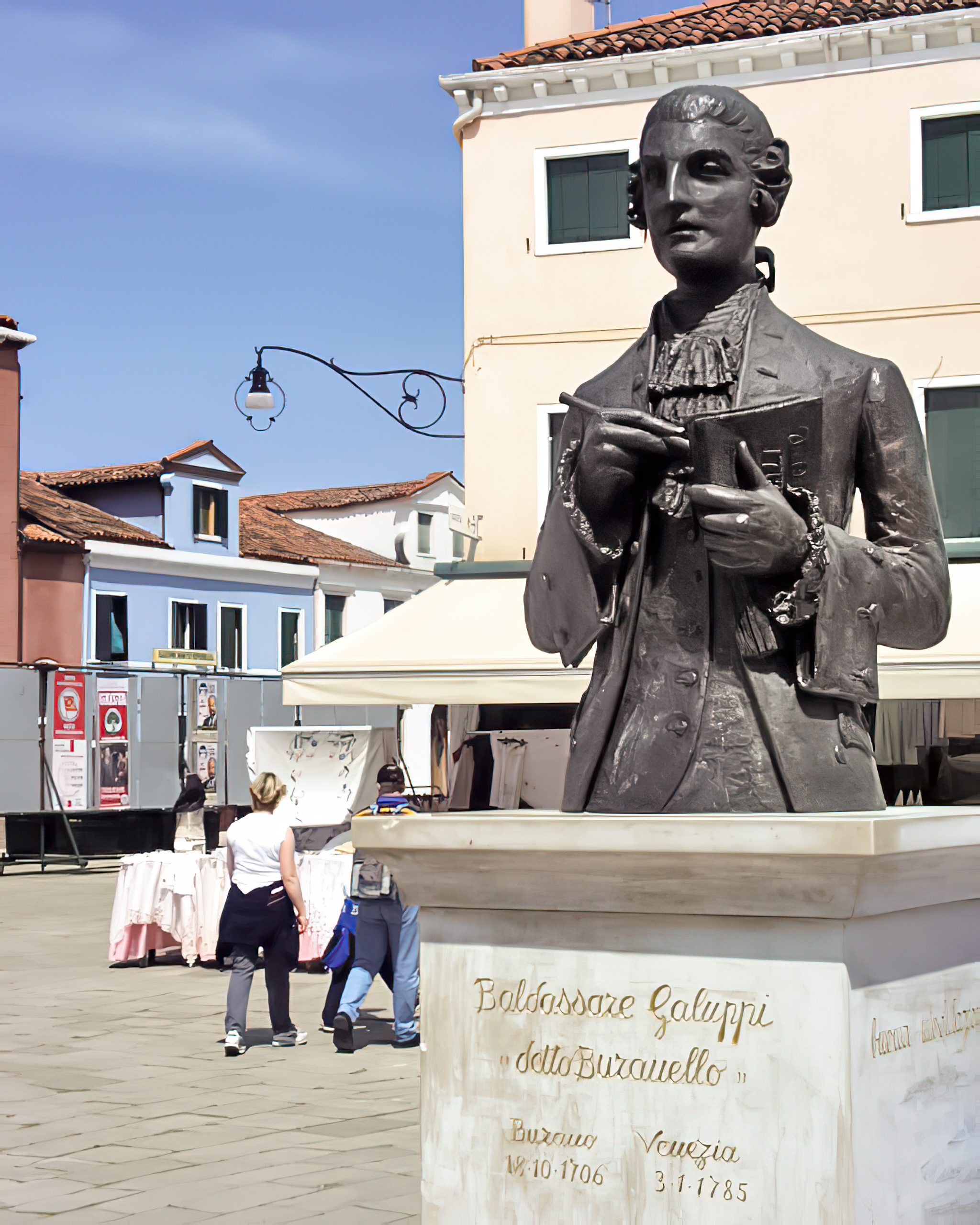
Monument à Baldassare Galuppi à Burano.

Baldassare Galuppi, né le 18 octobre 1706 sur l'île de Burano près de Venise et mort à Venise le 3 janvier 1785, est un compositeur vénitien, principalement dans le domaine de l'opera buffa.

## Biographie

### La formation
Surnommé Il Buranello d'après son lieu de naissance, il apprend d'abord la musique avec son père, barbier de profession, mais aussi violoniste amateur. À 16 ans, il se rend à Venise où il vit des salaires perçus comme organiste dans différentes églises, puis étudie, sur la recommandation de Benedetto Marcello, le clavecin et la composition avec Antonio Lotti, premier organiste de l'église des Doges de San Marco (i.e. la basilique Saint-Marc). 
Son premier opéra, composé à 16 ans, La fede nell'incostanza, donné en 1722, est un échec, mais il connaîtra son premier succès important dès 1729 avec son opéra Dorinda.

### Le parcours dans la vie musicale vénitienne
De 1740 à 1751, il est maître de musique à l'Ospedale dei Mendicanti, institution vénitienne de bienfaisance réservée aux jeunes filles orphelines et souffrantes. Le 24 mai 1748, il obtient le poste de maître adjoint de la Cappella Marciana de Saint-Marc, dont il devient le maître en 1762. Quatre ans plus tard, sous son impulsion ou, plus probablement, sous celle de Gaetano Katilla, maître de chapelle assistant, l'orchestre du doge est l'objet d'une restructuration importante, faisant passer l'effectif à 35 instrumentistes et 24 choristes. La même année, il prend la direction du chœur de l'Ospedale degli Incurabili qu'il conservera jusqu'en 1777.

### Les voyages
À partir de 1740, il fait de nombreux voyages, à Vienne, à Berlin où il rencontre Carl Philipp Emanuel Bach. Deux longs séjours à l'étranger sont particulièrement importants : en 1741, il est appelé en Angleterre par Lord Middlesex, où il est engagé pendant deux ans comme « compositore serio dell' opera italiana », composant trois opéras pendant son séjour londonien.
Approché par le tsar Pierre III en 1761, ce n'est cependant qu'en 1765 qu'il est nommé par Catherine II de Russie compositeur de cour à Saint-Pétersbourg, les autorités vénitiennes lui ayant assuré la conservation de son poste de maître de chapelle et des émoluments correspondants, pourvu qu'il compose chaque année un Gloria et un Credo pour la messe de Noël donnée en la basilique Saint-Marc, tâche à laquelle il ne faillit pas comme en témoignent les manuscrits des années 1766 et 1767 conservés à Gênes. À Saint-Pétersbourg, il compose quinze œuvres vocales pour l'Église russe orthodoxe.

### Retour à Venise
De retour à Venise, il consacre la fin de sa vie à la musique pour clavecin et aux œuvres religieuses. Il dirige notamment en mai 1782 plusieurs concerts pour la visite à Venise du pape Pie VI. Il meurt le 3 janvier 1785 ; à ses funérailles solennelles en l'église San Vidal, chante notamment le grand castrat Gasparo Pacchiarotti.

## Un maître de l'opéra
C'est dans les années 1740 que débuta la collaboration fructueuse avec Goldoni, à l'occasion de l'écriture de l'opera seria Gustavo primo, re di Svezia, qui allait donner naissance en moins de sept ans aux 17 œuvres comiques communes qui assurèrent la célébrité de Galuppi. Il filosofo di campagna fut ainsi monté plus de 70 fois au XVIIIe.

## Postérité
Au faîte de sa gloire, Galuppi était plus célèbre que Vivaldi. C'est ainsi qu'un prêtre vénitien, Giuseppe Baldan, envoya à la cour de Saxe quatre œuvres de Vivaldi en les faisant passer pour des compositions du Buranello.
Admiré dans toute l'Europe, il fut un modèle pour nombre de ses contemporains, notamment Joseph Haydn et Carl Philipp Emanuel Bach et fut défendu, entre autres, par Giacomo Casanova et par Jean-Jacques Rousseau.
Ce dernier écrit notamment dans sa Lettre sur la musique française :
« J'ai vu à Venise un Arménien, homme d'esprit, qui n'avait jamais entendu de musique, et devant lequel on exécuta, dans un même concert, un monologue français qui commence par ce vers « Temple sacré, séjour tranquille » et un air de Galuppi, qui commence par celui-ci, « Voi che languite senza speranza... ». L'un et l'autre furent chantés, médiocrement pour le français et mal pour l'italien, par un homme accoutumé seulement à la musique française, et alors très-enthousiaste de celle de M. Rameau. Je remarquai dans l'Arménien, durant tout le chant français, plus de surprise que de plaisir ; mais tout le monde observa, dès les premières mesures de l'air italien, que son visage et ses yeux s'adoucissaient ; il était enchanté, il prêtait son âme aux impressions de la musique ; et, quoiqu'il entendît peu la langue, les simples sons lui causaient un ravissement sensible. Dès ce moment on ne put plus lui faire écouter aucun air français. »
Le poète anglais Robert Browning lui a consacré un célèbre monologue dramatique, A Toccata of Galuppi's, publié en 1855, et dont voici les deux premiers tercets :
« Oh Galuppi, Baldassaro, this is very sad to find!
I can hardly misconceive you; it would prove me deaf and blind;
But although I take your meaning, 'tis with such a heavy mind!
Here you come with your old music, and here's all the good it brings.
What, they lived once thus at Venice where the merchants were the kings,
Where Saint Mark's is, where the Doges used to wed the sea with rings? »
En honneur de Galuppi, une statue a été érigée sur la seule place de l'île de Burano, la piazza Galuppi.
L'Associazione Festival Galuppi organise tous les ans un festival qui lui est en partie dédié.

## Principales œuvres

### Opéras
- Dorinda, 1729
- Gustavo primo, re di Svezia (Gustave premier, roi de Suède), dramma per musica en 3 actes, livret de Carlo Goldoni, créé le 25 mai 1740, à Venise au Teatro San Samuele.
- Oronte, re de' Sciti (Oronte, roi des Scythes), dramma per musica en 3 actes, livret de Carlo Goldoni, créé le 26 décembre 1740, à Venise au Teatro Grimani di San Giovanni Grisostomo.
- Scipione in Cartagine (Scipion à Carthage), 1741
- Demetrio, livret de Pietro Metastasio, 1748
- Artaserse (Artaxerxès), dramma per musica en 3 actes, livret de Pietro Metastasio, créé le 27 janvier 1749, à Vienne au Theater nächst der Burg.
- L'Arcadia in Brenta (L'Arcadie sur la Brenta), livret de Carlo Goldoni, 1749
- Il conte Caramella, livret de Carlo Goldoni, 1749
- Il mondo della luna, dramma giocoso en 3 actes, livret de Carlo Goldoni, créé le 29 janvier 1750, à Venise, au Teatro San Moisè.
- Il mondo alla roversa, ossia Le donne che commandono (Le Monde à l'envers, ou Les Femmes qui commandent), drame burlesque en 3 actes, livret de Carlo Goldoni, créé au Teatro Tron di San Cassiano, Venise à l'automne 1750
- Il Filosofo di campagna (Le Philosophe de campagne), opéra-bouffe en 3 actes, livret de Carlo Goldoni, 1754
- La clemenza di Tito, livret de Pietro Metastasio, 1760
- L'amante di tutte (L'Amant de toutes les femmes), 1760
- Il marchese villano (Le Marquis paysan), 1762
- Il re pastore, livret de Pietro Metastasio, 1762
- L'Uomo femina, livret de  Pietro Chiari, 1762
- L'inimico delle donne (L'Ennemi des femmes), opéra bouffe en 3 actes, livret de Giovanni Bertati d'après « Zon-zon, principe [prince] di Kibin-kan-ka » de Giovanni Gazzaninga, créé au printemps 1771, à Venise, au Teatro San Samuele[8].

### Cantates profanes
- Environ cent cantates

### Œuvres religieuses
- 27 oratorios
- Motets

### Pièces instrumentales
- 6 sonates pour clavecin, op. 1 (1756, Londres)
- 6 sonates pour clavecin, op. 2 (1759, Londres)
- Ouverture pour clavecin (Londres)
- 3 sonates pour clavier
- 11 mouvements pour clavecin
- environ 130 sonates, toccatas, divertissements et études pour clavecin
- Symphonie à 4
- Plusieurs symphonies et ouvertures
- Plusieurs concertos
- Plusieurs trios